# زمین‌لرزه‌های چکانشی
زمین‌لرزه‌های چکانشی یا زمین‌لرزه‌های چکانشی از راه دور، نتیجه اثرات زمین‌لرزه‌های بزرگی است که در فاصله‌ای قابل توجه و بیرون از منطقه پس‌لرزه اصلی روی می‌دهند. با افزایش فاصله و گذشت زمان نسبت به زمین‌لرزه اولیه، یافتن همبستگی میان این زمین‌لرزه‌ها دشوارتر می‌شود.
مفاهیم فیزیکی مرتبط با چکاندن واقعی یک زمین‌لرزه، پیچیده‌است. بیشتر مناطق لرزه‌خیز در نزدیکی سطوح گسیختگی هستند. این مناطق لرزه‌خیز، می‌توانند خودبه‌خود زمین لرزه‌های قابل توجهی را ایجاد کنند؛ با این حال، زمین‌لرزه‌های از راه دور در موقعیتی هستند که می‌توانند با جابه‌جایی استاتیک تنش‌ها یا با تغییر دینامیکی ناشی از عبور امواج لرزه‌ای، این حالت بحرانی زمین‌لرزه را مختل کنند.
نخستین نوع زمین‌لرزه‌های چکانشی ممکن است به دلیل تغییرات استاتیکی در حالت بحرانی باشد. برای نمونه پس از زمین‌لرزه ۱۹۹۲ لاندرز با بزرگای ۷٫۳ در کالیفرنیا، گفته شد که «نقشه زمین‌لرزه کالیفرنیا مانند یک درخت کریسمس روشن شد». این رویداد ایده زمین‌لرزه‌های چکانشی از راه دور را تقویت و این فرضیه را وارد جریان اصلی علمی کرد. زمین‌لرزه و سونامی ۲۰۰۴ بسیار بزرگ اقیانوس هند مشخص کرد که زمین‌لرزه‌های از راه دور تا فواصلی مانند نقاط دوردست آلاسکا نیز چکانده می‌شود.